# Фуртак Роман Михайлович
Фуртак Роман Михайлович (15 липня 1927, с. Ладичин, нині Теребовлянського району — 2000) — радянський, український редактор, сценарист, діяч культури. Заслужений працівник культури України (1987).

## Життєпис
Народився 15 липня 1927 р. у с. Ладичин Тернопільської обл. в селянській родині.
Навчався в гімназії у м. Тернопіль, на філологічному факультеті Львівського університету (1944—1949, нині національний університет). Учителював у Львівській школі № 34.
Від 1953 — відповідальний редактор передач для дітей та юнацтва Львівського радіо. 1963—1969 — головний редактор літературно-драматичних програм Київської студії телебачення, 1969—1976 — директор студії «Укртелефільм» із виробництва телефільмів та програм, 1976—1989 — головний редактор сценарно-редакційної колегії студії «Укртелефільм».
Був членом НСЖУ і Національної спілки кінематографістів України.

## Фільмографія
Автор сценаріїв стрічок:
- «Учитель-пісняр»,
- «Леся» (1963),
- «Сестри»,
- «На кордоні» (1964),
- «Якщо покинеш мене» (1965, у співавт.),
- «Кременець» (1969),
- «Катавасія» (1970),
- «Завод мій — дім мій» (1971),
- «У школі морській» (1975),
- «Море починається у Хмельницькому» (1975, приз Міжнародного огляду, Прага, 1978),
- «Ми роду хліборобського»,
- «Радянська Тернопільщина» (1977),
- «Донецьк — шахтарська столиця» (1978),
- «Місто моє, Світловодськ» (1979),
- «Іван Франко» (1981),
- «Гори димлять» (1989),
- «Дике поле Дмитра Яворницького» (1991) тощо.

Чимало його сценаріїв пропагують діячів української культури — Романа Савицького, Лесю Українку, Богдана Лепкого, Михайла Коцюбинського та ін.